# Seux
Seux é uma comuna francesa na região administrativa de Altos da França, no departamento de Somme. Estende-se por uma área de 3,53 km². Em 2010 a comuna tinha 168 habitantes (densidade: 47,6 hab./km²).